# بطلمیوس سیزدهم
بطلمیوس سیزدهم تئوس فیلوپاتور (به یونانی: Πτολεμαῖος Θεός Φιλοπάτωρ؛ Ptolemy XIII Theos Philopator ‏ ۶۲ یا ۶۱ پیش از میلاد – ۱۳ ژانویه ۴۷ پیش از میلاد) یکی از آخرین اعضای خاندان سلطنتی بطالسه در مصر باستان بود.